# Concurso de Cante Jondo de Granada
El concurso de Cante Jondo de Granada fue una ocurrencia musical a concurso de cante flamenco que se celebró los días 13 y 14 de junio de 1922, coincidiendo con la celebración del Corpus Christi, en la plaza de los Aljibes de la Alhambra de Granada (España), siendo el primer certamen convocado de ámbito nacional de cante Jondo.
Para llevar a cabo el evento, en una carta colectiva fechada el 31 de diciembre de 1921 se solicitó al Ayuntamiento de Granada una ayuda de 12.000 pesetas; la firmaban, entre otros, músicos de la talla de Manuel de Falla, Joaquín Turina, Óscar Esplá, Conrado del Campo, Enrique Fernández Arbós, Adolfo Salazar, políticos como Fernando de los Ríos y Hermenegildo Giner de los Ríos, y escritores y artistas como Federico García Lorca, Juan Ramón Jiménez, Alfonso Reyes, Manuel Ángeles Ortiz, Ramón Pérez de Ayala, el pintor Ramón Carazo, el torero Ignacio Sánchez Mejías, y un largo etcétera. Fue organizado por el Centro Artístico, Literario y Científico de Granada, con la colaboración de los socios Miguel Cerón y Federico García Lorca, el apoyo de Manuel de Falla y el asesoramiento de maestros del cante jondo como don Antonio Chacón y Manuel Torre.

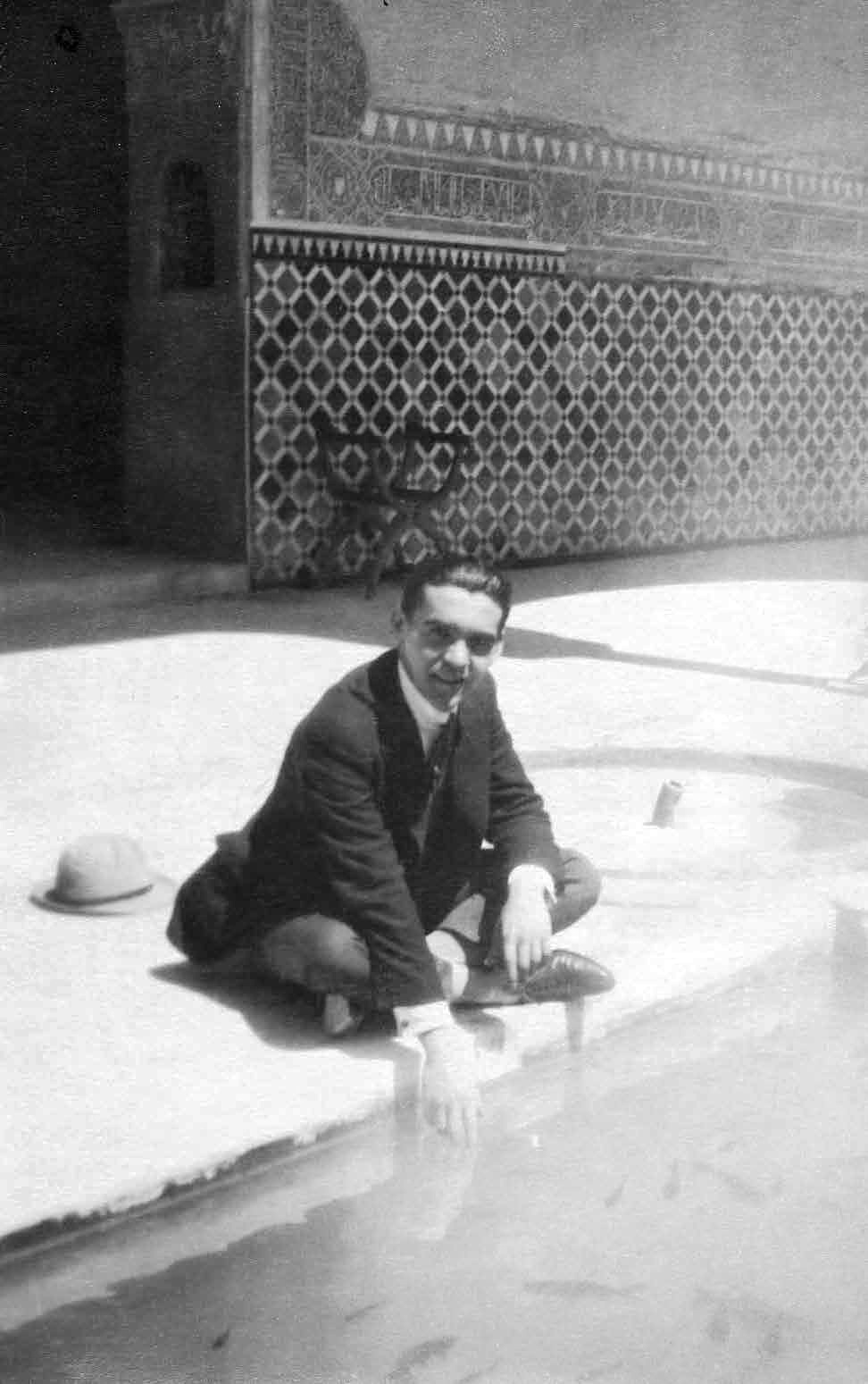
Federico García Lorca en un patio de la Alhambra de Granada, hacia 1922.

Se llegaron a grabar algunas actuaciones (Niña de los Peines, Tomás Pavón, José Cepero) y en la competición participaron desde cantaores casi olvidados como Diego Bermúdez Calas "el Tenazas" ganador de los dos premios de mil pesetas, 
 a artistas emergentes que luego encumbraría el cante como Manolo Caracol, quien compartió el primer premio. Para la decoración se utilizaron telones de Ignacio Zuloaga y algunos carteles de Hermenegildo Lanz. La organización institucional quedó representada por el Centro Artístico de Granada.
Isabel García Lorca cuenta la anécdota de la participación de Ramón Gómez de la Serna como conferenciante invitado (que no pudo llegar a pronunciar su conferencia porque, cada vez que abría la boca, el público, con más guasa que entusiasmo, estallaba en aplausos). También estuvieron presentes los músicos Joaquín Turina y Adolfo Salazar, los literatos Enrique Díez Canedo, Edgar Neville, Ramón Pérez de Ayala y Federico García Sanchiz, el pintor Santiago Rusiñol, y los duques de Alba. Entre las personalidades extranjeras, cabe mencionar al hispanista francés Mauricio Legendre, Kurt Schindler, director de la Schola Cantorum de París, a Leig Henry, director de la revista musical Fanfare, y a John Brandle Trend, enviado especial de The Times y Music and Letters. También se contaba con Ígor Stravinski y Maurice Ravel, pero no lo permitieron las menguadas aportaciones municipales.
Esta histórica reunión flamenca sirvió de modelo y precedente para que se creara en 1956, en Córdoba, el Concurso Nacional de Arte Flamenco.